# Стара Вес Петровска
Стара Вес Петровска (хрв. Stara Ves Petrovska) је насељено место у општини Петровско, Крапинско-загорска жупанија, Хрватска.

## Историја
До територијалне реорганизације у Хрватској била је у саставу старе општине Крапина.

## Становништво
У попису становништва из 2011. године, Стара Вес Петровска је имала 170 становника.
| Број становника према пописима | Број становника према пописима | Број становника према пописима | Број становника према пописима | Број становника према пописима | Број становника према пописима | Број становника према пописима | Број становника према пописима | Број становника према пописима | Број становника према пописима | Број становника према пописима | Број становника према пописима | Број становника према пописима | Број становника према пописима | Број становника према пописима | Број становника према пописима |
| ------------------------------ | ------------------------------ | ------------------------------ | ------------------------------ | ------------------------------ | ------------------------------ | ------------------------------ | ------------------------------ | ------------------------------ | ------------------------------ | ------------------------------ | ------------------------------ | ------------------------------ | ------------------------------ | ------------------------------ | ------------------------------ |
| 1857                           | 1869                           | 1880                           | 1890                           | 1900                           | 1910                           | 1921                           | 1931                           | 1948                           | 1953                           | 1961                           | 1971                           | 1981                           | 1991                           | 2001                           | 2011                           |
| 130                            | 149                            | 176                            | 196                            | 207                            | 265                            | 199                            | 211                            | 224                            | 215                            | 230                            | 209                            | 201                            | 190                            | 186                            | 170                            |

Напомена: Године 1857. а од 1971. исказивано под именом Стара Вес Петровска, а од 1869. до 1961. под именом Стара Вес.